# 대명주원부인
대명주원부인 왕씨(大溟州院夫人 王氏)는 고려의 초대 왕 태조 왕건의 제14비이다.

## 생애
명주(지금의 강원도 강릉시) 출신으로, 내사령을 지낸 왕예의 딸이다. 왕예는 원래 명주군왕이었던 김주원의 6세손이자 김선희의 아들로, 원래 이름은 김예이며 본관은 강릉이었다. 왕예의 집안은 대대로 강릉지역의 강력한 집안이었으며, 왕예는 후삼국 통일 전쟁에서 왕순식의 휘하에서 태조 왕건을 수행하여 공신이 된 후 왕씨 성을 하사받았다.
《고려사》 등에는 그녀의 자세한 생애에 대해 기록하지 않고 있다. 능이나 생몰년에 대한 기록도 없으며, 호는 대명주원부인(大溟州院夫人)이다. 남편 태조와의 사이에서 자녀는 없었다.

## 가족 관계
- 조부 : 김선희(金善希)
- 아버지 : 왕예 (王乂)
  - 남편 : 제1대 태조(太祖, 877~943 재위: 918~943)
  - 후비 : 대명주원부인(大溟州院夫人)